# Віктор Тауск
Віктор Тауск (також Віктор; 12 березня 1879 — 3 липня 1919) — піонер-психоаналітик і невролог. Учень і колега Зигмунда Фрейда, він був першим виразником психоаналітичних концепцій щодо клінічного психозу та особистості митця.

## Кар'єра
Тауск народився як син єврейського журналіста. Коли почав вивчати медицину у Відні близько 1910 року, він був адвокатом і письменником. Він приєднався до Віденського психоаналітичного товариства і незабаром почав публікувати статті. У 1900 році перейшов з юдаїзму в протестантизм. Під час Першої світової війни був завербований військовим лікарем. Оригінальність його внеску у військову медицину полягає в його теоріях про психози та його розумінні феномену дезертирства (Tréhel, G., 2006). Спираючись на свій досвід війни, він писав про психози, спричинені війною, тоді як інші психоаналітики працювали над неврозами війни. Він брав участь у дебатах про безлад у суспільстві (Tréhel, G., 2011).
У 1919 році, після того, як він вийшов з тіні Фрейда, Тауск опублікував статтю про походження марення, загального для широкого кола хворих на шизофренію, а саме про те, що чужорідний пристрій, злий і віддалений, вплинув на їхні думки та поведінку. Цей пристрій називали машиною впливу, а стаття називалася «Про походження „машини впливу“ при шизофренії». Це найвідоміша з його публікацій, яка виходить за межі його власної сфери досліджень інших, наприклад, теорії літератури. Ця робота вплинула на багатьох пізніших теоретиків психоаналізу, включно з Гайнцом Когутом у його книзі «Аналіз себе», де нарцистична регресія показала велику схожість із психотичними фантазматичними конфігураціями.
Багато інших його праць включають «Про мастурбацію» та «Психологію дезертира війни», всі з яких викликали багато суперечок і дискусій, можливо, завдяки його досвіду в психоаналітичній спільноті. Проте Пол Роазен стверджував, що спадщина Тауска все ще не досліджена, і що його вплив не був належним чином визнаний психологічними або психоаналітичними спільнотами.

## Фрейд і смерть
Вранці 3 липня 1919 року, після того, як Гелена Дойч припинила лікування Тауска на вимогу Фрейда, і після складних стосунків з Фрейдом і Лу Андреас-Саломе, Тауск покінчив життя самогубством, зав'язавши косу-завісу навколо своєї шиї, а потім помістивши приставив пістолет до правої скроні та стріляв, повісившись, коли впав.
Фрейд писав Саломе: «Зізнаюся, я не дуже сумую за ним; я давно розумів, що він більше не може бути корисним; справді, він становив загрозу для майбутнього».

## Вибрана бібліографія
- Віктор Тауск. Сексуальність, війна та шизофренія: збірник психоаналітичних статей (філантропія та суспільство) (1990) ISBN 0-88738-365-3

## Книги про Віктора Тауска
- Kurt R. Eissler. Victor Tausk's Suicide (1983) ISBN 0-8236-6735-9
- Kurt R. Eissler. Talent and genius: The fictitious case of Tausk contra Freud (1971) ISBN 0-8021-0089-9
- Paul Roazen. Brother Animal: The Story of Freud and Tausk (1969) ISBN 0-8147-7395-8
- Gilles Tréhel. Victor Tausk (1879—1919) et la médecine militaire, L'information Psychiatrique, 2006, vol. 82, n°3, p. 239-247.
- Gilles Tréhel. Victor Tausk (1879—1919): une théorisation sur les psychoses de guerre, Perspectives Psy, 2011, vol. 50, n°2, p. 162-175.